# پرنده آزاد
«پرندهٔ آزاد» (به انگلیسی: Free Bird) ترانه‌ای از گروه ساترن راک آمریکایی لِنِرد اسکینِرد و یکی از قطعه‌های اولین آلبوم آن‌ها با نام لِ-نِرد اسکین-نِرد تلفظ شده است. اعضای لنرد اسکینرد این ترانه را به یاد دوین آلمن گیتاریست درگذشتهٔ آلمن برادرز سرودند.
لُری فلمینگ-نقدنویس موسیقی وب‌سایت AOL-از «پرندهٔ آزاد» به‌عنوان پر تقاضا ترین ترانه در تاریخ موسیقی راک یاد کرده‌است. بیل جانویتز از AllMusic هم گیتار گری راسینگتون در «پرندهٔ آزاد» را جزو مشکل‌ترین و طاقت‌فرساترین ریف‌ها و سولوهای موسیقی راک توصیف کرده و تنها رقیبش در آن زمان را «پلکانی به بهشت» لد زپلین دانسته‌است. مجلهٔ دنیای گیتار در سال ۲۰۰۸ و در معرفی «۱۰۰ تکنوازی برتر گیتار همهٔ دوران» جایگاه سوم را به پرندهٔ آزاد اختصاص داده‌است.
تک‌آهنگ «پرندهٔ آزاد» که در سال ۱۹۷۴ روانهٔ بازار شد دومین اثر گروه بود که به جمع ۴۰ ترانهٔ برتر بیلبورد هات ۱۰۰ راه پیدا کرد و تا ردهٔ ۱۹اُم صعود کرد. نسخهٔ لایو ترانه که در سال ۱۹۷۷ منتشر شد هم به جدول بیلبورد ۱۰۰تای برتر راه یافت و تا ردهٔ ۳۸اُم آن جدول صعود کرد.
«پرندهٔ آزاد» که طولانی‌ترین ترانهٔ لنرد اسکینرد به‌شمار می‌آید معمولاً در کنسرت‌هایشان به‌عنوان آهنگ پایانی اجرا می‌شد و در بیشتر مواقع، اجرای زندهٔ آن بیش از ۱۴ دقیقه طول می‌کشید.